# وريد حرقفي عميق منعطف
الوريد الحرقفي العميق المنعطِف هو وريد يتكوّن من اتحاد الأوردة المشتركة الخاصة بالشريان المنعطِف الحرقفي العميق، ويتصل مع الوريد الحرقفي الظاهر أعلى الرباط الأربي بمسافة 2 سم.
يقوم أيضًا هذا الوريد باستقبال روافد فرعية صغيرة من الوريد الصدري الشرسوفي.